# Trentepohlia limata
Trentepohlia limata là một loài ruồi trong họ Limoniidae. Chúng phân bố ở miền Australasia.